# 영일만항로
영일만항로(Yeongilmanhang-ro)는 대한민국의 경상북도 포항시 북구 흥해읍 중심부를 연결하는 도로이다.

## 노선 경로
- 거리 명칭 미상
  - 영일만대로
- 삼거리 명칭 미상
  - 해안로